# یان لشلی
 یان لشلی (دانمارکی: Jan Leschly؛ زاده ۱۱ سپتامبر ۱۹۴۰) یک تنیس‌باز اهل دانمارک است. 